# 1584 az irodalomban
Az 1584. év az irodalomban.

## Új művek

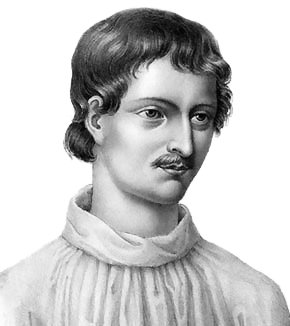
Giordano Bruno

- Megjelenik Giordano Bruno párbeszédes formában írt három kozmológiai műve: 
  - De la causa, principio et uno (Az okról, az elvről és az egyről, Párizs).
  - Cena de le ceneri (A hamvazószerdai lakoma, London).
  - De l'infinito, universo e mondi (A végtelenről, a világegyetemről és a világokról, London).
- és morálfilózófiai munkája: Spaccio de la bestia triomfante (A diadalmas állat elűzése, London).[1]

## Születések
- szeptember 14. – Georg Rodolf Weckherlin Württembergben, majd Angliában működött diplomata, tisztviselő, reneszánsz író, költő († 1653)
- 1584 – Mijamoto Muszasi híres-hírhedt japán kardforgató, filozófus, tanító, Az öt elem könyvének írója († 1645)
- 1584 – Francis Beaumont angol költő, az angol reneszánsz színház drámaírója, John Fletcher társszerzője († 1616 körül)

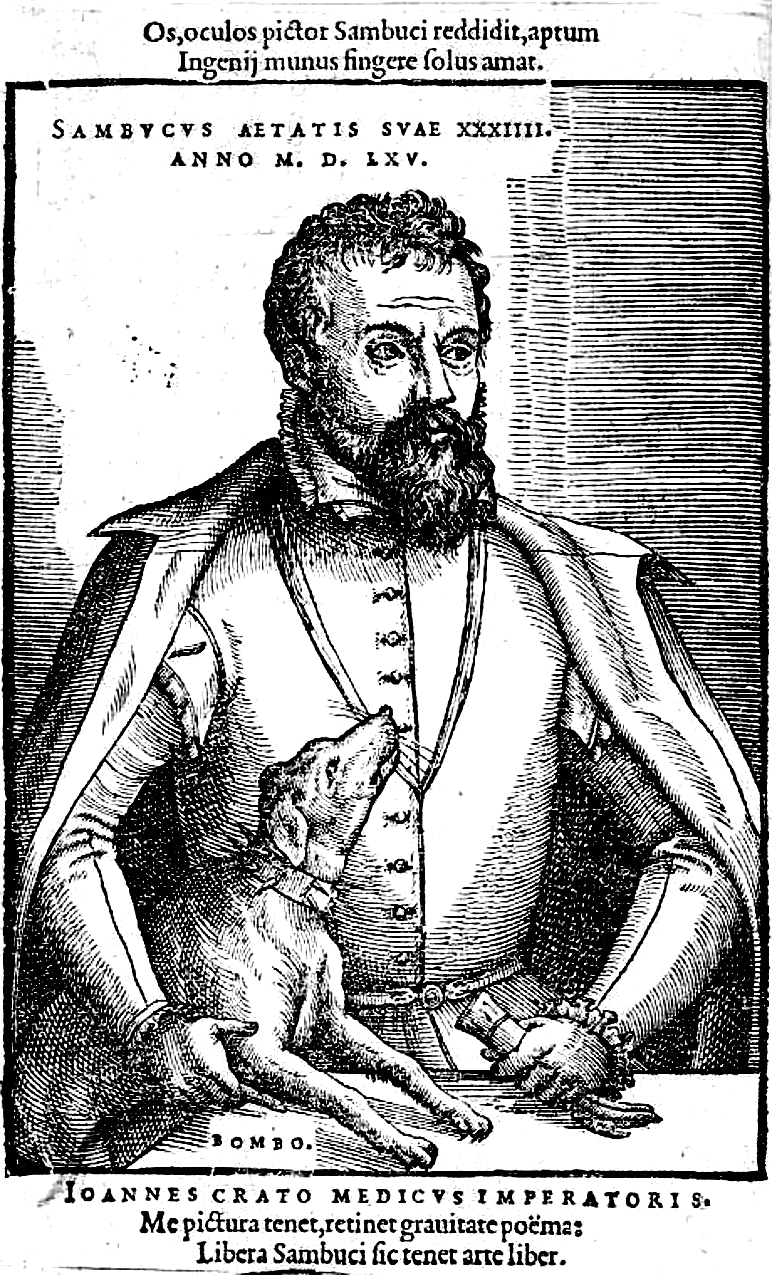
Zsámboki János

## Halálozások
- február 18. – Antonio Francesco Grazzini itáliai (firenzei) költő, író, drámaíró (* 1503)
- 1584 tavasza – Bornemisza Péter evangélikus lelkész, író; prédikációs gyűjteményeivel a régi magyar prózairodalom egyik első képviselője, Balassi Bálint nevelője  (* 1535)
- június 13. – Zsámboky János (Johannes Sambucus) költő, történetíró, a magyar humanizmus kiemelkedő alakja (* 1531)
- augusztus 22. – Jan Kochanowski lengyel reneszánsz költő, drámaíró (* 1530)